# 库朗桑
库朗桑（法語：Courrensan，法語發音：[kuʁɑ̃sɑ̃]）是法国热尔省的一个市镇，属于孔东区。

## 地理
库朗桑（43°50'57"N, 0°14'35"E）面积25.16 平方千米，位于法国奧克西塔尼大區热尔省，该省份为法国西南部内陆省份，北起顺时针与洛特-加龙省、塔恩-加龙省、上加龙省、上比利牛斯省、大西洋比利牛斯省和朗德省接壤。
与库朗桑接壤的市镇（或旧市镇、城区）包括：埃欧兹、贡德兰、瑞斯蒂扬、拉格罗莱迪热尔、拉讷帕克斯、穆雷德、罗克。
库朗桑的时区为UTC+01:00、UTC+02:00（夏令时）。

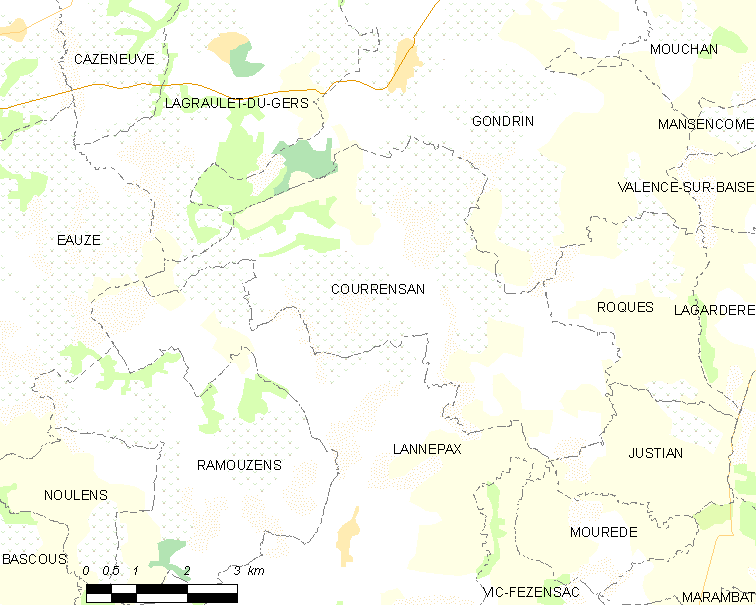
库朗桑的OSM定位图

## 行政
库朗桑的邮政编码为32330，INSEE市镇编码为32110。

## 政治
库朗桑所属的省级选区为弗藏萨克县。

## 人口

1962-2008年间库朗桑人口变化图示

库朗桑于2022年1月1日时的人口数量为394人。